# Charles Dullin
Charles Dullin (Yenne, 8 de maio de 1885 - Paris, 11 de dezembro de 1949) foi um ator de teatro e cinema francês.

## Biografia
Último a nascer de uma família de 19 filhos, começou, após seus estudos no pequeno seminário de Pont-de-Beauvoisin (Savoie), sua carreira teatral em Paris, em 1903, no "Teatro des Gobelins" e no "Lapin agile".
Entrou em 1906 no Teatro Odéon, dirigido por André antoine, criou sua companhia em 1908, e depois integrou o Teatro de Arte em 1910 sobre a direção de Jacques Rouché. Lá, recebeu elogios dos críticos por sua interpretação em Os Irmãos Karamazov, dividindo a cena com Jacques Copeau, em 1911. Após a Guerra, onde se engajou como voluntário, continuou a trabalhar com Copeau no Teatro Garrick, de Nova Iorque, e depois trabalhou com Firmin Gémier.
Formou sua própria equipe em 1921 com o nome de Atelier, onde transmitiu as lições recebidas com Copeau; Formação de comediantes e prioridade do texto. Montou peças de autores contemporâneos e estrangeiros, como Luigi Pirandello, Marcal Achard, Armand Salacrou, sem excluir os clássicos de William Shakespeare e Aristófanes, e reencontrou sucesso de público e crítica com a encenação de "Volpone" de Ben Jonson (1928, adaptado por Jules Romains e Stefan Zweig) e "L´Avare" (O Ávaro) de Molière. Com Louis Jouvet, Gaston Baty e Georges Pitoëff e, 1927, fundou o "Cartel dos Quatro".
Entre 1940 e 1947, foi diretor do Teatro de la Ville (antigo Teatro Sarah-Bernhardt), onde montou "Les Mouches" de Jean Paul Sartre em 1943. Se reuniu à equipe do Teatro Montparnasse, dirigido por uma de suas antigas superiores no "Atelier", Marguerite Jamois.
Com o "Cartel dos Quatro" e ajuda de André Barsacq, Jean-Louis Barrault e Jean Vilar, Dullin participou do movimento de renovação francesa que causou uma descentralização popular do teatro. Alterou a qualidade das peças, à base de improvisações, de mímica e de estudo dos clássics. Descobriu entre outros Madeleine Robinson, Jean Marais, Marcel Marceau, Jean Vilar, Jean-Louis Barrault, Roger Blin, Roland Petit, Jacques Dufilho, Georges Vandéric e Alain Cuny.

## Peças
- 1911: Les Frères Karamazov (Os Irmãos Karamazov) de Fiódor Dostoiévski. Théâtre des Arts
- 1913: Le Combat de Georges Duhamel, Théâtre des Arts
- 1913: Les Fils Louverné de Jean Schlumberger, Théâtre du Vieux-Colombier
- 1918: Le Médecin malgré lui de Molière, Garrick's Theatre, Nova Iorque
- 1920: Le Simoun de Henri-René Lenormand, Comédie Montaigne
- 1924: Chacun sa vérité de Luigi Pirandello
- 1925: La Femme silencieuse de Ben Jonson
- 1926: La Comédie du bonheur de Nicolas Evreïnoff, Théâtre Montmartre
- 1943: Les Mouches de Jean-Paul Sartre, Théâtre de la Cité
- 1947: L'An mil de Jules Romains, Théâtre Sarah Bernhardt
- 1947: L'Archipel Lenoir d'Armand Salacrou, Théâtre Montparnasse

### Théâtre de l'Atelier

#### 1922-1923
- 1922: Monsieur de Pygmalion de Jacinto Gruau
- 1922: La Volupté de l'honneur de Luigi Pirandello
- 1922: Huon de Bordeaux de Alexandre Arnoux
- 1922: Carmosine de Alfred de Musset
- 1922: La Mort de Souper de Nicole de la Chesnaye
- 1922: La Promenade du prisonnier de Jean Blanchon
- 1923: Celui qui vivait sa mort de Marcel Achard
- 1922: Cyprien ou l'amour à dix-huit ans de Georges Pillement
- 1922: Mais un ange intervint de Flory Bell
- 1922: Antígona de Jean Cocteau. Os figurinos foram desenhados por Coco Chanel.[1]
- 1922: 22° à l'ombre de Eugène Labiche

#### 1923-1924
- 1923: Les Risques de la vertu de Jarl Priel
- 1923: Le Chevalier sans nom de Jean Variot
- 1923: Voulez-vous jouer avec moi? de Marcel Achard
- 1923: L'Éventail de Carlo Goldoni
- 1923: Les Mentons bleus de Georges Courteline
- 1923: L'Homme rouge de Antonin Carrière
- 1924: Le Veau gras de Bernard Zimmer
- 1924: Petite Lumière et ourse de Alexandre Arnoux
- 1924: Mais l'âne intervint de Bazile

#### 1924-1925
- 1924: Chacun sa vérité e Un imbécile de Luigi Pirandello
- 1924: Les Zouaves de Bernard Zimmer
- 1924: Corilla de Gérard de Nerval
- 1925: George Dandin de Molière
- 1925: La Révolte de Auguste Villiers de L'Isle-Adam
- 1925: Le Dieu de Vengeance de Sholem Asch adaptada por L. Blumenstein

#### 1925-1926
- 1925: La Lame sourde de Jeanne Nabert
- 1925: La Femme silencieuse de Ben Jonson
- 1925: Les Serments d'usage de Ben Jonson
- 1926: Irma de Roger Ferdinand
- 1926: Je ne vous aime pas de Marcel Achard
- 1926: Il faut qu'une porte soit ouverte ou fermée de Alfred de Musset
- 1926: Tout pour le mieux de Luigi Pirandello

#### 1926-1927
- 1926: La Grande Pénitence e Chagrins d'amour de Léon Régis e Francis de Veynes
- 1926: La Comédie du bonheur de Nicolas Evreïnoff, adaptação de Fernand Nozière
- 1927: Hara-Kiri de Jean Blanchon
- 1927: Pas encore de Steve Passeur
- 1927: Le Joueur d'échecs de Marcel Achard

#### 1927-1928
- 1927: La Danse de vie de Hermon Ould
- 1928: Les Oiseaux de Aristófanes, adaptação de Bernard Zimmer

#### 1928-1929
- 1928: À quoi tu penses-tu? de Steve Passeur
- 1928: Volpone de Ben Jonson, adaptação de Jules Romains e Stefan Zweig

#### 1929-1930
- 1929: L'Admirable Visite de Raymond Rouleau
- 1929: Bilora de Ruzzante
- 1930: Patchouli de Armand Salacrou
- 1930: Le Stratagème des roués de George Farquhar

#### 1930-1931
- 1930: Le Fils de Don Quichotte de Pierre Frondaie
- 1930: Musse ou l'école de l'hypocrisie de Jules Romains
- 1931: Atlas-Hôtel de Armand Salacrou

#### 1931-1932
- 1931: Tsar Lénine de François Porché
- 1932: L'Ombre de Simone-Camille Sans
- 1932: Les Tricheurs de Steve Passeur

#### 1932-1933
- 1932: Le Château des papes de André de Richaud
- 1932: Cyprien ou l'amour à dix-huit ans de Georges Pillement
- 1932: La Paix de Aristófanes

#### 1933-1934
- 1933: Ricardo III de William Shakespeare, adaptação de André Obey
- 1934: Dommage qu'elle soit une prostituée de John Ford

#### 1934-1935
- 1935: Le Mèdecin de son Honneur de Pedro Calderón de la Barca

#### 1935-1936
- 1935: Le Misanthrope et l'Auvergnat de Eugène Labiche
- 1935: Le Méchant de Jean-Baptiste Gresset
- 1935: Le Faiseur de Honoré de Balzac, adaptação de Simone Jollivet

#### 1936-1937
- 1936: Le Camelot de Roger Vitrac
- 1937: Júlio César  de William Shakespeare, adaptação de Simone Jollivet
- 1937: Chacun sa vérité de Luigi Pirandello
- 1937: George Dandin de Molière

#### 1937-1938
- 1938: Plutus de Aristófanes

#### 1938-1939
- 1938: La terre est ronde de Armand Salacrou
- 1939: Le Mariage de Figaro de Pierre-Augustin Caron de Beaumarchais
- 1940: Médée de Darius Milhaud

### Théâtre de Paris

#### 1940-1941
- 1940: Plutus de Aristófanes
- 1940: Le Ciel et l'enfer de Prosper Mérimée
- 1940: L'Avare ou l'École du mensonge de Molière
- 1941: Mamouret de Jean Sarment
- 1940: La Femme silencieuse de Marcel Achard

### Théâtre de la Cité, Théâtre Sarah Bernhardt
- 1942: La Princesse des Ursins de Simone Jollivet
- 1942: La Volupté de l'honneur de Luigi Pirandello
- 1942: Le Misanthrope et l'Auvergnat de Eugène Labiche
- 1942: Les Amants de Galice de Lope de Vega
- 1942: Crainquebille de Anatole France
- 1942: La Matrone d'Ephèse de Paul Morand
- 1942: Ricardo III de William Shakespeare
- 1943: Les Mouches de Jean-Paul Sartre
- 1943: Monsieur de Pourceaugnac de Molière
- 1943: Le gendarme est sans pitié de Georges Courteline
- 1944: La Vie est un songe de Pedro Calderón de la Barca
- 1944: Maurin des Maures de André Dumas
- 1944: Volpone de Ben Jonson, adaptação de Jules Romains e Stefan Zweig
- 1945: Rei Lear de William Shakespeare
- 1945: Le Faiseur de Honoré de Balzac
- 1945: Le Soldat et la sorcière de Armand Salacrou
- 1946: La Vie est un songe de Pedro Calderón de la Barca
- 1946: La terre est ronde de Armand Salacrou
- 1947: L'An mil de Jules Romains
- 1947: Cinna de Pierre Corneille
- 1947: L'Archipel Lenoir de Armand Salacrou, Théâtre Montparnasse
- 1949: La Marâtre de Honoré de Balzac, Théâtre des Célestins
- 1939: Hamlet de Jules Laforgue

## Cinema
- 1911: L'Orgie romaine de Louis Feuillade
- 1919: Âmes d'orient de Léon Poirier
- 1920: Le Secret de Rosette Lambert de Raymond Bernard
- 1920: L'Homme qui vendit son âme au diable de Pierre Caron
- 1921: Les Trois Mousquetaires de Henri Diamant-Berger
- 1924: Le Miracle des loups de Raymond Bernard
- 1927: Le Joueur d'échecs de Raymond Bernard
- 1928: Maldone de Jean Grémillon
- 1928: Cagliostro de Richard Oswald
- 1934: Les Misérables de Raymond Bernard
- 1937: L'Affaire du courrier de Lyon de Claude Autant-Lara
- 1937: Mademoiselle docteur de Georg Wilhelm Pabst
- 1940: Volpone de Maurice Tourneur
- 1941: Le Briseur de chaînes de Jacques Daniel-Norman
- 1942: Étoiles de demains de René Guy-Grand
- 1947: Les jeux sont faits de Jean Delannoy
- 1947: Quai des Orfèvres de Henri-Georges Clouzot
- 1949: Les Étoiles de Alfred Chaumel e Jacques Dufilho

## Homenagem
Muitos teatros na França possuem seu nome:
- Em Chambéry
- Em Grand-Quevilly
- Les Rencontres Charles Dullin em Val-de-Marne